# Tetsu Katayama
Tetsu Katayama (Japans: 片山 哲, Katayama Tetsu) (Tanabe, 28 juli 1887 - 30 mei 1978) was een Japanse politicus.
Katayama was een christen en lid van de Japanse Socialistische Partij (JSP) en leidend persoon binnen het Japanse christen-socialisme. In 1930 werd hij voor de JSP in de Japanse rijksdag (parlement) gekozen. In 1940 nam hij uit protest ontslag. Na de Tweede Wereldoorlog werd Katayama in 1946 voorzitter van de Japanse Socialistische Partij. Bij de eerste democratische verkiezingen in Japan na de oorlog werd hij premier van Japan. In 1948 trad hij terug.
Katayama behoorde tot rechtervleugel van de JSP. Later stimuleerde hij de oprichting van de Democratische Socialistische Partij (DSP).
Ito Hirobumi · Kuroda Kiyotaka · Sanetomi Sanjo · Yamagata Aritomo · Matsukata Masayoshi · Ito Hirobumi · Kuroda Kiyotaka · Matsukata Masayoshi · Ito Hirobumi · Okuma Shigenobu · Yamagata Aritomo · Ito Hirobumi · Saionji Kinmochi · Katsura Tarō · Saionji Kinmochi · Katsura Tarō · Saionji Kinmochi · Katsura Tarō · Yamamoto Gonnohyōe · Ōkuma Shigenobu · Terauchi Masatake · Hara Takashi · Uchida Kosai · Takahashi Korekiyo · Katō Tomosaburō · Uchida Kosai · Yamamoto Gonnohyōe · Kiyoura Keigo · Katō Takaaki · Wakatsuki Reijirō · Tanaka Giichi · Osachi Hamaguchi · Kijūrō Shidehara · Osachi Hamaguchi · Wakatsuki Reijirō · Inukai Tsuyoshi · Takahashi Korekiyo · Saitō Makoto · Keisuke Okada · Fumio Gotō · Keisuke Okada · Kōki Hirota · Senjūrō Hayashi · Fumimaro Konoe ·
Hiranuma Kiichirō · Nobuyuki Abe · Mitsumasa Yonai · Fumimaro Konoe · Hideki Tojo · Kuniaki Koiso · Kantarō Suzuki · Prins Higashikuni Naruhiko · Kijūrō Shidehara · Shigeru Yoshida · Tetsu Katayama · Hitoshi Ashida · Shigeru Yoshida · Ichirō Hatoyama · Tanzan Ishibashi · Nobusuke Kishi · Tanzan Ishibashi · Nobusuke Kishi · Hayato Ikeda · Eisaku Satō · Kakuei Tanaka · Takeo Miki · Takeo Fukuda · Masayoshi Ōhira · Masayoshi Ito · Zenko Suzuki · Yasuhiro Nakasone · Noboru Takeshita · Sōsuke Uno · Toshiki Kaifu · Kiichi Miyazawa · Morihiro Hosokawa · Tsutomu Hata · Tomiichi Murayama · Ryutaro Hashimoto · Keizo Obuchi · Mikio Aoki · Keizo Obuchi · Yoshiro Mori · Junichiro Koizumi · Shinzo Abe · Yasuo Fukuda · Taro Aso · Yukio Hatoyama · Naoto Kan · Yoshihiko Noda · Shinzo Abe · Yoshihide Suga · Fumio Kishida ·  Shigeru Ishiba
- CiNii: DA01090009
- Gemeinsame Normdatei: 1025804929
- International Standard Name Identifier: 0000 0001 1463 2250
- Library of Congress Control Number: n81010374
- Bibliotheek van het Japanse parlement: 00027546
- Nationale bibliotheek van Australië: 35315269
- Nederlandse Thesaurus van Auteursnamen: 296399558
- SNAC: w6f21vp7
- Trove: 908677
- Virtual International Authority File: 108747458
- WorldCat: E39PBJkXvqBXqDxppkxDJDycfq